# Lydie Salvayre
Lydie Salvayre, nombre de soltera Lydie Arjona (1948) es una escritora y dramaturga francesa de origen español. Ha ganado el Premio Goncourt en noviembre de 2014 con su novela Pas pleurer (No llorar) que trata de la Revolución social española de 1936.

## Biografía
Lydie Salvayre es hija de una pareja de republicanos españoles refugiados en el sur de Francia después de la guerra civil española. Su padre es andaluz y su madre catalana. La infancia de Lydie transcurre en Auterive, cerca de Toulouse en el entorno humilde de una colonia de refugiados españoles. El francés no es su lengua materna. Es a través de la literatura que descubre el francés.
Después del bachillerato, estudia Letras en la Universidad de Toulouse. En 1969, empieza los estudios de Medicina. Después de conseguir sus diplomas de Letras y de Medicina, se especializa en psiquiatría en Marsella donde ejerce varios años como psiquiatra en la clínica de Bouc-Bel-Air.
Lydie Salvayre empieza a escribir a finales de los años setenta.
El 5 de noviembre de 2014, Lydie Salvayre gana el Premio Goncourt, uno de los más altos galardones de la literatura francesa, con su novela Pas pleurer (en español, No llorar) que trata de la Guerra civil española a través de las figuras del escritor Georges Bernanos y del personaje de  Montse, inspirado por la propia madre de Lydie Salvayre, que le cuenta a su hija la Revolución libertaria de 1936 en la cual tomó parte.
Su obra ha sido traducida a veinte idiomas.

## Obra

### Traducidas al español
- No llorar, 2015

### En francés
- 1990 : La Déclaration, Julliard.
- 1991 : La Vie commune, Julliard.
- 1993 : La Médaille, Seuil.
- 1995 : La Puissance des mouches, Seuil.
- 1997 : La Compagnie des spectres, Seuil.
- 1997 : Quelques conseils aux élèves huissiers, Verticales.
- 1999 : La Conférence de Cintegabelle, Seuil.
- 2000 : Les Belles âmes, Seuil.
- 2001 : Le Vif du vivant, Cercle d'art.
- 2002 : Et que les vers mangent le bœuf mort, Verticales.
- 2002 : Contre + CD audio avec Serge Teyssot-Gay et Marc Sens, Verticales.
- 2003 : Passage à l'ennemie, Seuil.
- 2005 : La méthode Mila, Seuil.
- 2006 : Dis pas ça + CD audio avec Serge Teyssot-Gay, Marc Sens et Jean-Paul Roy, Verticales.
- 2006 : Lumières sur la CCAS. Les activités sociales des salariés de l'énergie, collectif, Cercle d'art.
- 2007 : Portrait de l'écrivain en animal domestique, Seuil.
- 2008 : Petit traité d'éducation lubrique, Cadex.
- 2009 : BW, Seuil.
- 2011 : Hymne, Seuil.
- 2013 : 7 femmes. Emily Brontë, Marina Tsvetaeva, Virginia Woolf, Colette, Sylvia Plath, Ingeborg Bachmann, Djuna Barnes, Librairie académique Perrin
- 2014 : Pas pleurer, éditions du Seuil. Premio Goncourt 2014.
- 2017 : Tout homme est une nuit, éditions du Seuil.

Prefacios
- 2004 : Prefacio de Femmes dans la guerre, colectivo, éditions du félin.
- 2010 : Prefacio de Les Madones du trottoir : évocation de Sylvain Fourcassié, Cadex.

### Acerca de Lydie Salvayre
- Brigitte Louichon, « Lydie Salvayre : parler au nom d'Olympe », Nouvelles écrivaines : nouvelles voix ?, éditions Rodopi, coll. « Faux titre », 2002.